# Aspalathus commutata
Aspalathus commutata là một loài thực vật có hoa trong họ Đậu. Loài này được (Vogel) R.Dahlgren miêu tả khoa học đầu tiên.